# Lopatka

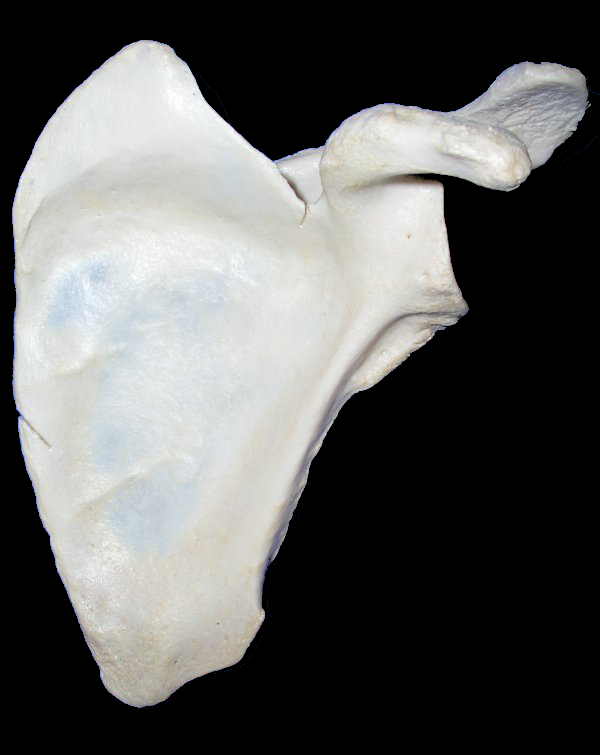
Levá lopatka - přední plocha (fac. costalis)

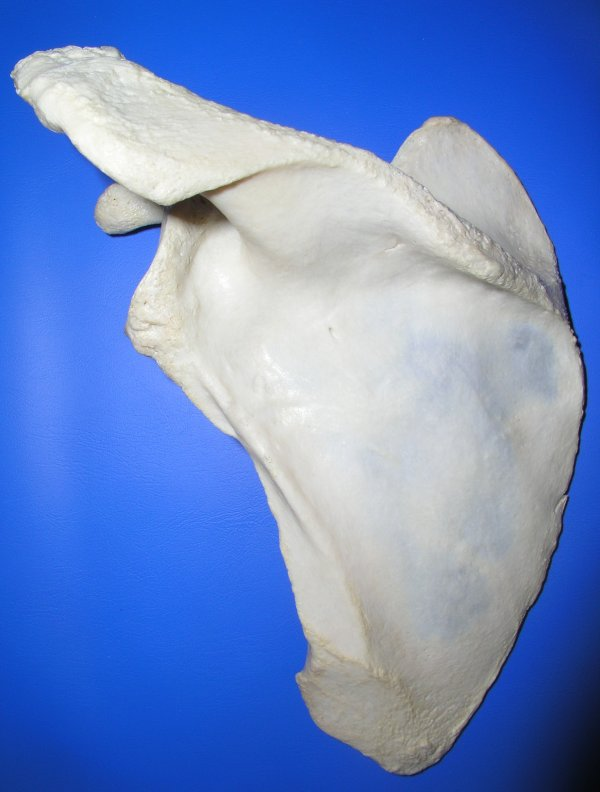
Levá lopatka - zadní plocha (fac. dorsalis)

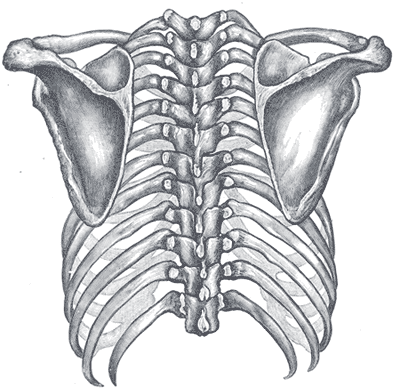
Poloha lopatky k hrudníku a klíční kosti. Pohled zezadu.

Lopatka (lat. scapula) patří mezi kosti horní končetiny obratlovců. Je to plochá kost, trojúhelníkovitého tvaru. U člověka je umístěná na zádech, mezi hrudními svaly v úrovni 2. až 7. žebra. Tvoří kloub s pažní kostí. S klíční kostí vytváří pletenec horní končetiny.

## Anatomie
Lopatka má horní, vnitřní a vnější okraj. Horní okraj (margo superior scapulae) je tenký. Na povrchu má zářez (incisura scapulae), který je doplněný vazem (ligamentum transversum scapulae superius) na otvor. Přes tento otvor přechází nadlopatkový nerv (nervus suprascapularis). Horní okraj přechází do hákovitého výběžku (processus coracoideus). Vnitřní okraj (margo medialis scapulae) je delší a hrubší, obrácený směrem k páteři a dobře hmatatelný. Vnější okraj (margo lateralis scapulae) je nejhrubší, obrácený k podpaží.
Tyto okraje svírají tři úhly. Horní (angulus superior) a dolní uhel (angulus inferior). Třetí, vnější úhel (angulus lateralis) je oddělený od ostatní kosti mírným zúžením – tzv. krčkem lopatky (collum scapulae). Okraj má na svém povrchu kloubní jamku (cavitas glenoidalis), pro spojení s hlavicí ramenní kosti. V horní části krčku, nad kloubní jamkou je nadkloubní hrbolek (tuberculum supraglenoidale), na kterém začíná dlouhá hlava dvojhlavého svalu ramena (musculus biceps brachii). Pod kloubní jamkou je podkloubní hrbolek (tuberculum infraglenoidale), na kterém začíná dlouhá hlava trojhlavého svalu ramena (musculus triceps brachii).
Lopatka má přední a zadní plochu. Přední plocha (facies costalis) je mírně prohloubená a upíná se zde začátek podlopatkového svalu (musculus subscapularis). Zadní plocha (facies dorsalis) je rozdělená hřebenem (spina scapulae) na dvě části. Menší část nad hřebenem je nadhřebenová jáma (fossa supraspinata) a větší je podhřebenová jáma (fossa infraspinata). Hřeben lopatky překlenuje zadní část od vnitřního okraje k vnějšímu úhlu.

## Funkce
Lopatka se může ve svém svalovém závěsu dobře pohybovat. Může se vytočit k páteři – retrakce, vytočit se ramenním kloubem dopředu – protrakce, klesat a zdvíhat se – deprese a elevace, a mírně se otáčet dolním uhlem ven a zpět – rotace. Do střední polohy, ze které se dají uskutečňovat všechny pohyby lopatky, je uvedená položením dlaně na zátylek.
Spojení lopatky a klíční kosti je poměrně pevné. Někdy se tu nachází kloubní disk. Pohyby tohoto kloubu doplňují pohyby v kloubu klíčně - hrudním. Tyto pohyby jsou dobře hmatatelné.